# Georg Ludwig Hartig

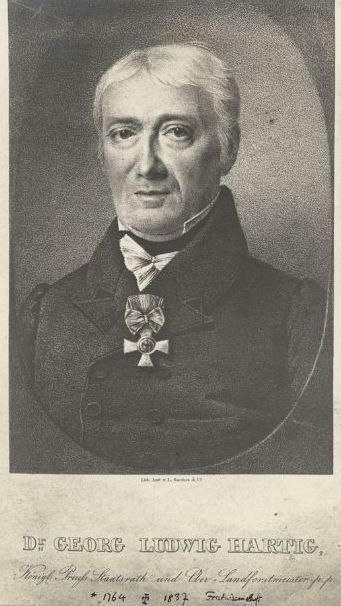
Georg Ludwig Hartig

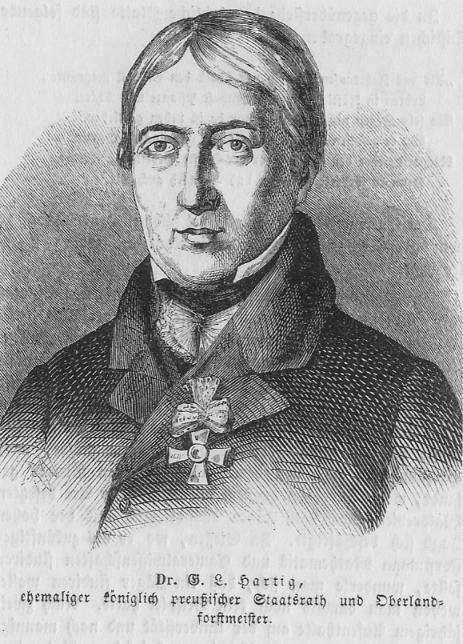
Georg Ludwig Hartig in mittleren Jahren

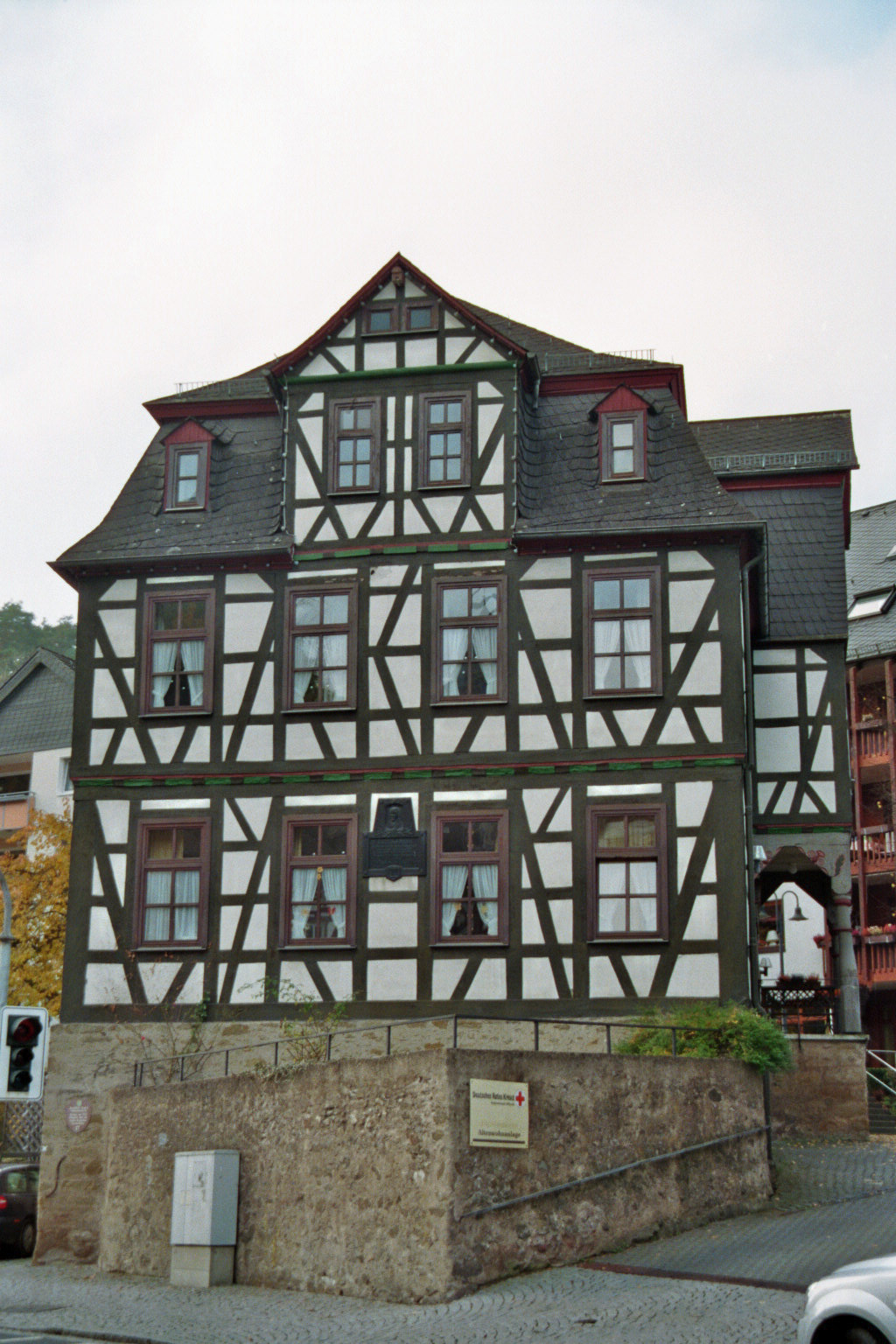
Das Hartighaus in Dillenburg. In dem um 1723 gebauten Fachwerkhaus richtete Georg Ludwig Hartig eine Forstschule ein

Georg Ludwig Hartig (* 2. September 1764 in Gladenbach; † 2. Februar 1837 in Berlin) war ein deutscher Forstwissenschaftler.

## Leben und Wirkung
Wie Heinrich Cotta entstammt auch Georg Ludwig Hartig einer forstlich geprägten Familie – schon sein Vater Friedrich Christian Hartig (1734–1815) und Großvater Ernst Friedrich Hartig (1698–1759) übten diesen Forst-Beruf im Hessischen Hinterland aus. Seine Brüder Ernst Friedrich Hartig und Friedrich Karl Hartig wurden ebenfalls Forstwirte und Forstwissenschaftler. Nach einer zweijährigen Lehre hörte der von einem Lehrbrief des Onkels Freigesprochene an der Universität Gießen Kameralwissenschaft, was in der damaligen Zeit für Förster eher ungewöhnlich war. Im Jahre 1786 trat er als Oberförster in Hungen in den Dienst des Fürsten zu Solms-Braunfels und gründete eine forstliche Meisterschule. 1797 berief ihn der Fürst von Oranien-Nassau als Landesforstmeister nach Dillenburg. Dort richtete er wiederum eine Forstschule ein, an der angehende Forstbeamte aus dem In- und Ausland ausgebildet wurden. 1806 folgte er einem Angebot König Friedrichs I. von Württemberg und ging als Oberforstrat der württembergischen Forstverwaltung nach Stuttgart, von wo er 1811 als Oberlandforstmeister und Mitdirektor für Forst- und Jagdangelegenheiten in die preußische Generalverwaltung der Domänen und Forsten nach Berlin berufen wurde. 1821 richtete er an der Universität zu Berlin einen Lehrstuhl für Forstwirtschaft ein, aus dem später die Forstliche Hochschule Eberswalde wurde.
In einem frühen Werk trug Hartig alle damals bekannten Regeln zur Gründung und Pflege von Waldbeständen zusammen. Zu kurzen Lehrsätzen zusammengefasst, veröffentlichte er sie 1791 als Anweisung zur Holzzucht für Förster. Vier Jahre später ließ er seine Anweisung zur Taxation der Forsten folgen, in der er ausformulierte, wie das Prinzip der Nachhaltigkeit in der forstwirtschaftlichen Praxis umgesetzt werden kann. Die Bezeichnung
nachhaltend im Zusammenhang mit der Bewirtschaftung von Wäldern geht auf den sächsischen Oberberghauptmann Hans Carl von Carlowitz zurück. Dieser hatte den Begriff der Nachhaltigkeit schon in seinem 1713 als Haußwirthliche Nachricht und Naturmäßige Anweisung zur Wilden Baum-Zucht erschienenen Werk Sylvicultura oeconomica als Erster geprägt.
In einer späteren Auflage von 1804 schrieb Hartig dann die häufig zitierten Sätze zum Nachhaltigkeitsprinzip in der Forstwirtschaft:

„Es läßt sich keine dauerhafte Forstwirtschaft denken und erwarten, wenn die Holzabgabe aus den Wäldern nicht auf Nachhaltigkeit berechnet ist. Jede weise Forstdirektion muss daher die Waldungen des Staates ohne Zeitverlust taxieren lassen und sie zwar so hoch als möglich, doch so zu benutzen suchen, daß die Nachkommenschaft wenigstens ebensoviel Vorteil daraus ziehen kann, als sich die jetzt lebende Generation zueignet.“

Im Folgenden erklärt er, wie die nachhaltige Nutzung des Waldes über das von ihm konzipierte Massenfachwerk erreicht werden kann. Beim Massenfachwerk werden jeder Wirtschaftsperiode Flächen gleicher Haubarkeitsmassen zugewiesen. Für einige ausgewählte Bestände arbeitete Hartig 120- bis 180-jährige Wirtschaftspläne mit genauen Maßgaben zur Behandlung aus. Das sklavische Festhalten an diesen Plänen wurde von Heinrich Cotta angezweifelt und brachte ihm einen unschönen wissenschaftlichen Disput mit dem kritischen Friedrich Wilhelm Leopold Pfeil ein.
Hartig veröffentlichte 1808 sein Lehrbuch für Förster, das fast siebzig Jahre lang immer wieder aufgelegt wurde. Dieses Standardwerk enthielt auch die Generalregeln zur Bestandesbegründung.
Nach der Niederlage Preußens in den napoleonischen Kriegen reformierte Heinrich Friedrich Karl Freiherr vom Stein das Staatswesen von Grund auf. Hartig wurde die Stelle des Oberlandforstmeisters angeboten. Vor ihm lag die gewaltige Aufgabe, die völlig desolate Forstverwaltung neu zu strukturieren. Eine schulische Unterrichtung der Förster war seit Jahren ausgesetzt worden. Die Angehörigen des Reitenden Feldjägerkorps waren eher eine militärische Formation als eine Verwaltungseinheit. Sie wurden größtenteils in Naturalien, den so genannten Accidentien, bezahlt, was der Korruption Tür und Tor öffnete.
Hartig konsolidierte den staatlichen Forstbetrieb, indem er unfähige Förster pensionieren ließ und die oft zerstückelte Waldfläche durch Zukauf, Tausch oder Verkauf arrondierte. Es gelang ihm auch, den ungehemmten Verkauf von Staatswald (zur Verbesserung des Haushaltes) zu stoppen. Er übernahm das ihm vertraute süddeutsche Revierförstersystem für die Organisation der Verwaltung. Er führte auch ein neues Taxationsverfahren von Waldflächen ein, nachdem er festgestellt hatte, dass das bisherige Verfahren die Bestände viel zu niedrig bewertete. Die peinlich genaue Beachtung von Grundsätzen der Nachhaltigkeit brachte den Forstleuten sogar die Anerkennung Friedrich Schillers ein, der sich sehr lobend über ihr Wirken äußerte.
Hartig setzte die Gründung einer forstlichen Akademie in Berlin durch, deren erster Direktor auf sein Betreiben Friedrich Wilhelm Leopold Pfeil wurde. Trotz aller Leistungen erkannte Hartig nicht den Wandel, der durch seine Reformen in Bewegung gesetzt wurde. Sein uneinsichtiges Festhalten an Generalregeln und an einer schematischen Vorgehensweise führte dazu, dass er noch miterleben musste, wie die von ihm geschaffene Ordnung in den preußischen Staatsforsten abgelöst wurde.
Georg Ludwig Hartig starb am 2. Februar 1837 in Berlin. Seine Grabstätte befindet sich auf dem Friedhof der Dorotheenstädtischen und Friedrichswerderschen Gemeinden. Sie wurde von der Stadt als Ehrengrabstätte Berlins anerkannt.
Insgesamt ist Georg Ludwig Hartig wohl der bedeutendste der so genannten „Forstlichen Klassiker“ (Enzyklopädisten), die einen ungeheuren Einfluss auf die Forstwirtschaft in Deutschland und in der ganzen Welt hatten.

## Familie
Er war seit 1787 mit Theodora Elisabeth Klipstein (1767–1837), Tochter des Staatsministers Jakob Christian Klipstein (1715–1786) verheiratet. Aus der Ehe gingen sechs Söhne und eine Tochter hervor.
- Friedrich Karl Theodor von Hartig (1788–1850), preußischer Forstmeister
- Sophie Charlotte Friederike Hartig, ⚭ Theodor Krüger, Oberförster in Peisterwitz bei Brieg
- Carl Wilhelm Hartig (1791–1868), Oberförster in Hammer bei Buchholz
- Leopold Heinrich Hartig (1793–1815), Leutnant, freiwilliger Jäger
- Franz Hartig (1796–1842), Administrator in Wilhelmswalde
- Theodor Hartig (1805–1880), Forstwissenschaftler, Oberforstrat
- Georg Karl Friedrich Hartig (1810–1874), preußischer Forstmeister in Görlitz

## Denkmäler
Zu Ehren Georg Ludwig Hartigs errichtete Denkmäler finden sich in mehreren Orten. In seinem Geburtsort Gladenbach ist der Georg-Ludwig-Hartig-Park nach ihm benannt. Durch das weitläufige Gelände führt der Georg-Ludwig-Hartig-Weg, an dem auch ein Gedenkstein für Hartig zu finden ist. In Dillenburg gibt es nicht nur eine Hartigstraße, sondern an der Marbachstraße auch ein „Hartighaus“. In diesem wahrscheinlich kurz nach dem großen Stadtbrand von 1723 errichteten zweigeschossigen Fachwerkbau hatte Hartig seine Dillenburger Forstschule eingerichtet. Das Gebäude wurde 1979 mit hohem finanziellen Aufwand renoviert.
Weitere Gedenkstätten gibt es in seinen Wirkungsstätten Hungen und Berlin. Der Hartig-Walderlebnispfad ist in das Freilichtmuseum Hessenpark integriert. In Württemberg waren es der Leiter des Forstamtes Schorndorf, von Kahlden, und der Förster Zaiser vom Revier Engelberg, die sich besonders für ein Denkmal einsetzten, das schließlich 1842 am Goldboden auf dem Schurwald eingeweiht werden konnte. Es steht in unmittelbarer Nähe des im gleichen Jahr eingeweihten Denkmals zum 25-jährigen Kronjubiläum Wilhelms I. und war von einem Arboretum mit den „hundert Hartigschen Holzarten“ umgeben. Weitere Denkmäler finden sich in Dietzhölztal und in Darmstadt, wo ihm 1840 mit Spenden seiner Schüler und Verehrer aus Deutschland, Frankreich und Polen, die sein Schüler Philipp Engel von Klipstein sammelte, im Parkwald der Fasanerie ein eindrucksvolles Denkmal errichtet wurde. Den hohen Obelisken entwarf der Architekt Georg Moller. Auf der Gedenktafel steht folgende Inschrift: „Hier im schweigenden Hain erhebt sich redend ein Denkmal, Dir, dess Beispiel und Wort Lehren uns waren und sind. Licht in des Wissens Nacht, und Nacht in gelichteten Wäldern, einend Natur mit der Kunst, schufst Du den Völkern zum Heil. Vor Jahrtausenden, als nur Wald den Erdball umgrünte, lebten in kräftiger Form riesenhaft Pflanze und Tier. Wo sein Segen nicht schwand, nur da ist Leben geblieben. Wo er gefallen, da herrscht Steppe und nacktes Gestein. Nachwelt ehre den Mann, der der Forste Gedeihen gefördert, denn er förderte so Leben und Heimat auch dir.“
Um die Erinnerung an Hartig und sein Werk wachzuhalten, wurde 1987 auf Initiative der Hessischen Landesforstverwaltung die Georg-Ludwig-Hartig-Stiftung ins Leben gerufen. Sie verleiht seit 1990 den Georg-Ludwig-Hartig-Preis. In diesem Zusammenhang wurde zudem 1991 im Hessischen Staatsforst Chausseehaus, Wiesbaden, mitten im Wald der Georg-Ludwig-Hartig-Hain eröffnet. Dort erinnern ein Gedenkstein sowie eine Informationstafel an Leben und Wirken Hartigs. Mit Baumpflanzungen durch Persönlichkeiten aus aller Welt soll symbolisch des Nachhaltigkeitsprinzips gedacht werden, mit dem Ziel, diesen Gedanken zum Schutz der natürlichen Lebensgrundlagen überall in Politik und tägliches Handeln zu übertragen.

## Galerie

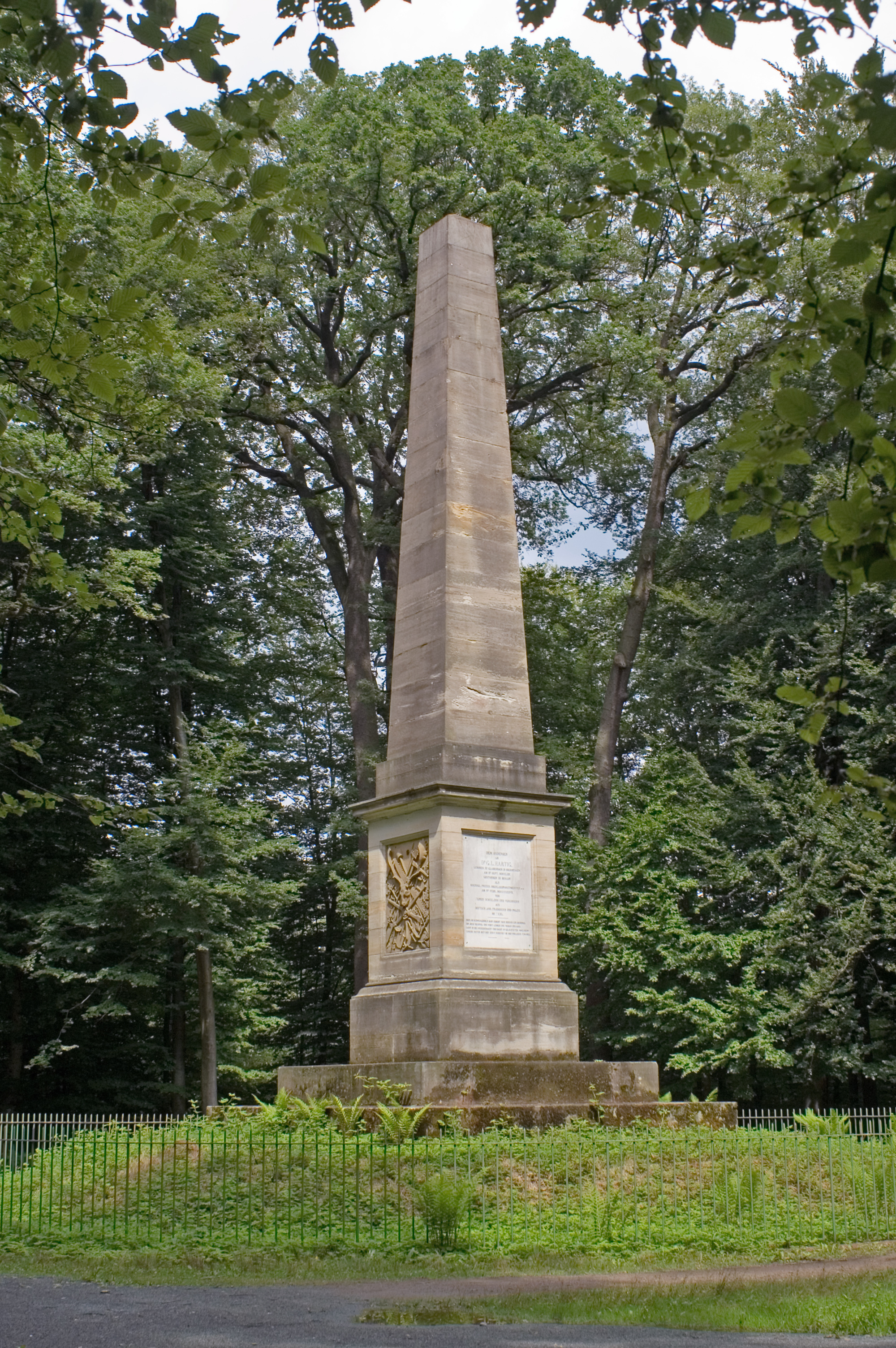
Hartig-Denkmal (Obelisk) in der Fasanerie Darmstadt
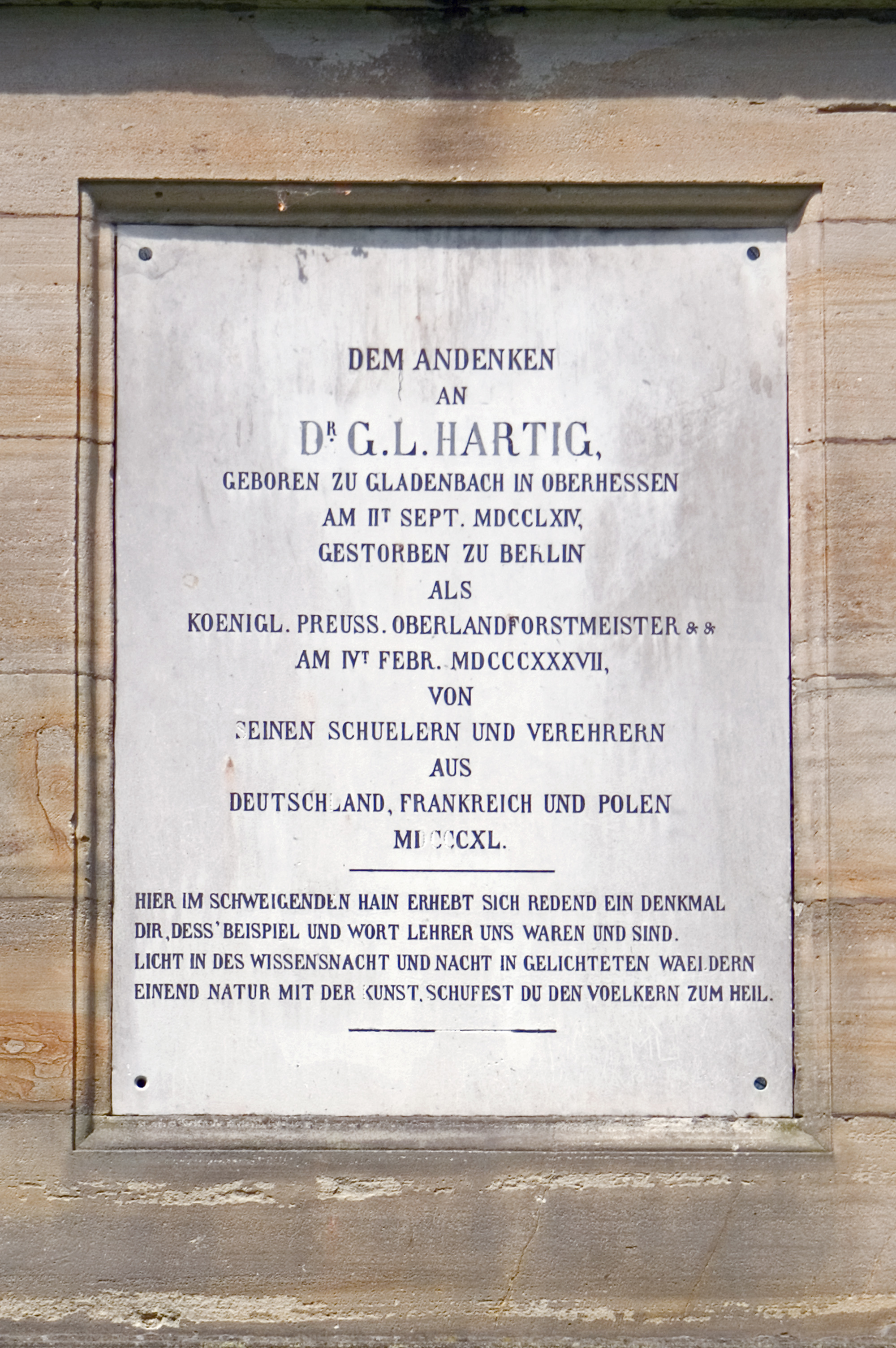
Inschrift-Tafel auf dem Hartig-Denkmal
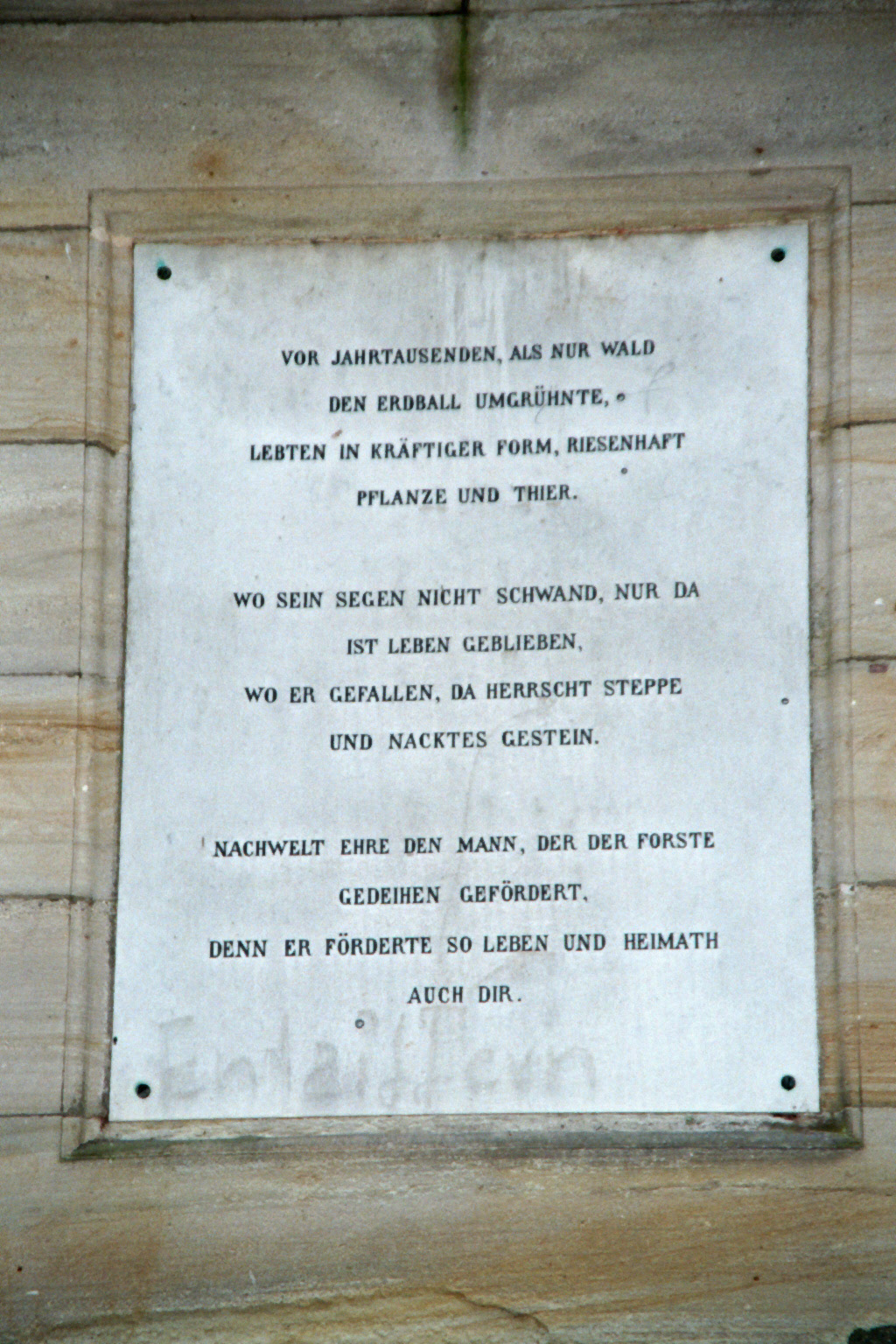
Weitere Inschrift-Tafel auf dem Hartig-Denkmal
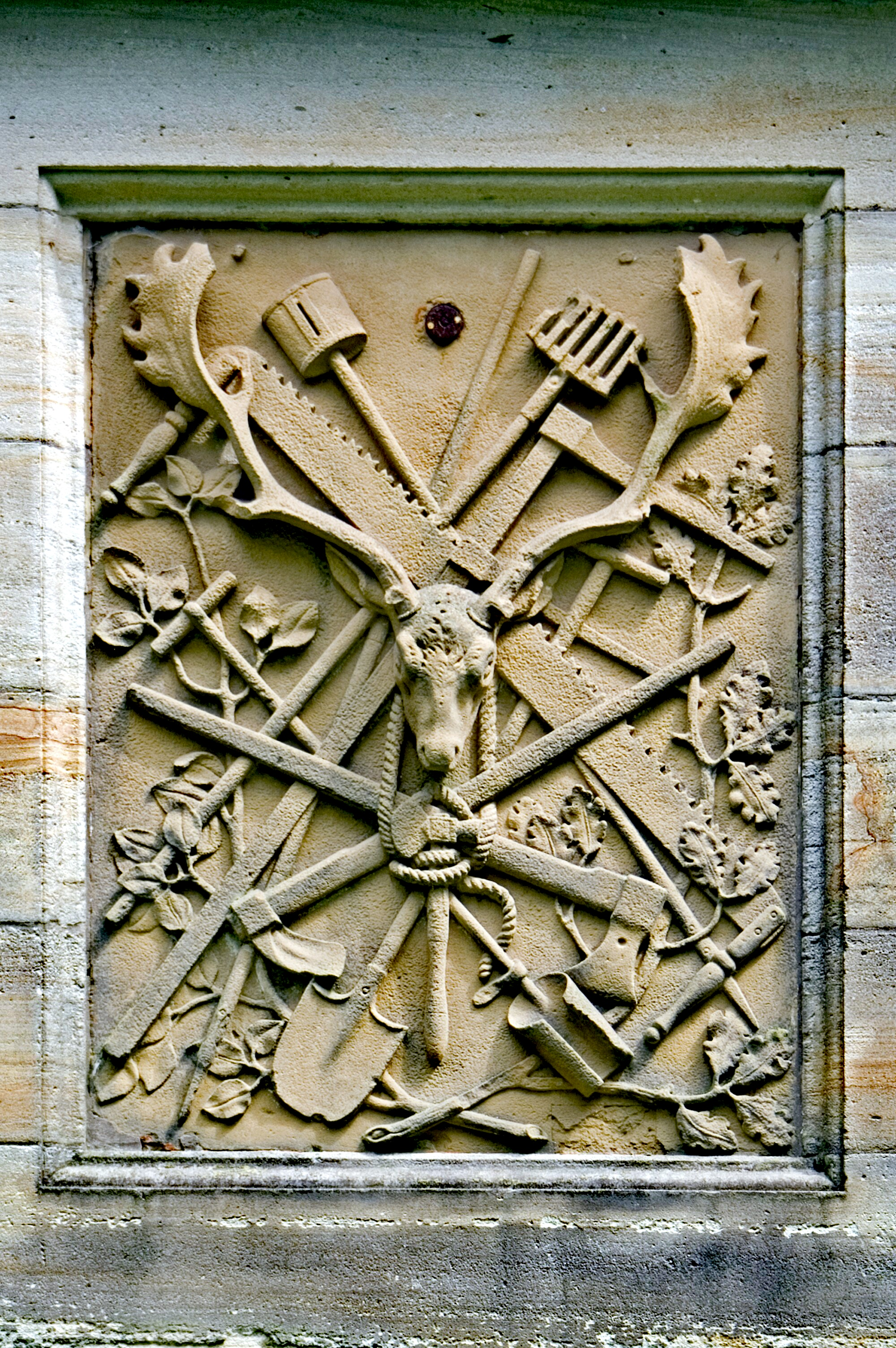
Bildplatte mit forstlichen Gerätschaften am Hartig-Denkmal
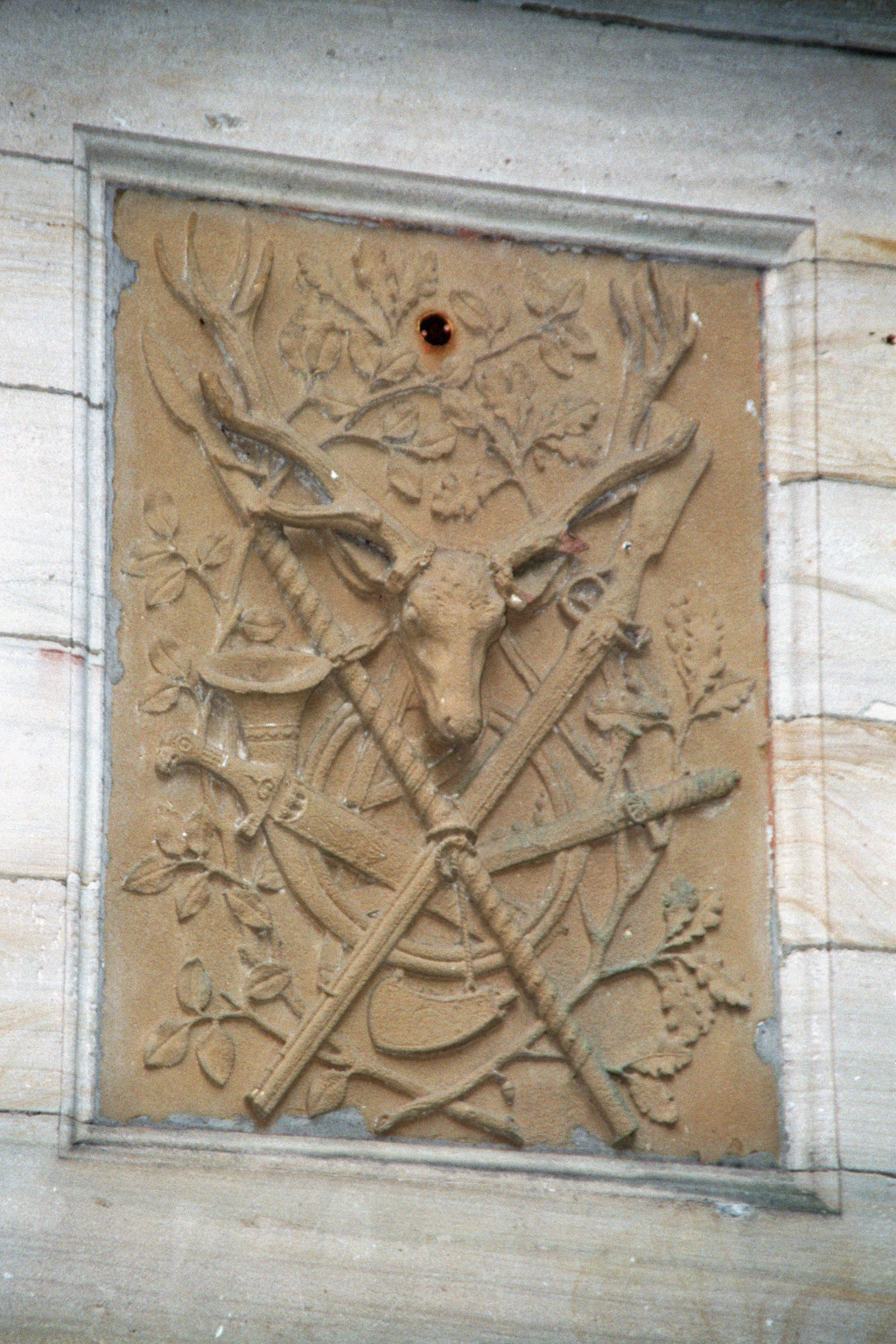
Bildplatte mit Jagdwaffen und Jagdausrüstung am Hartig-Denkmal
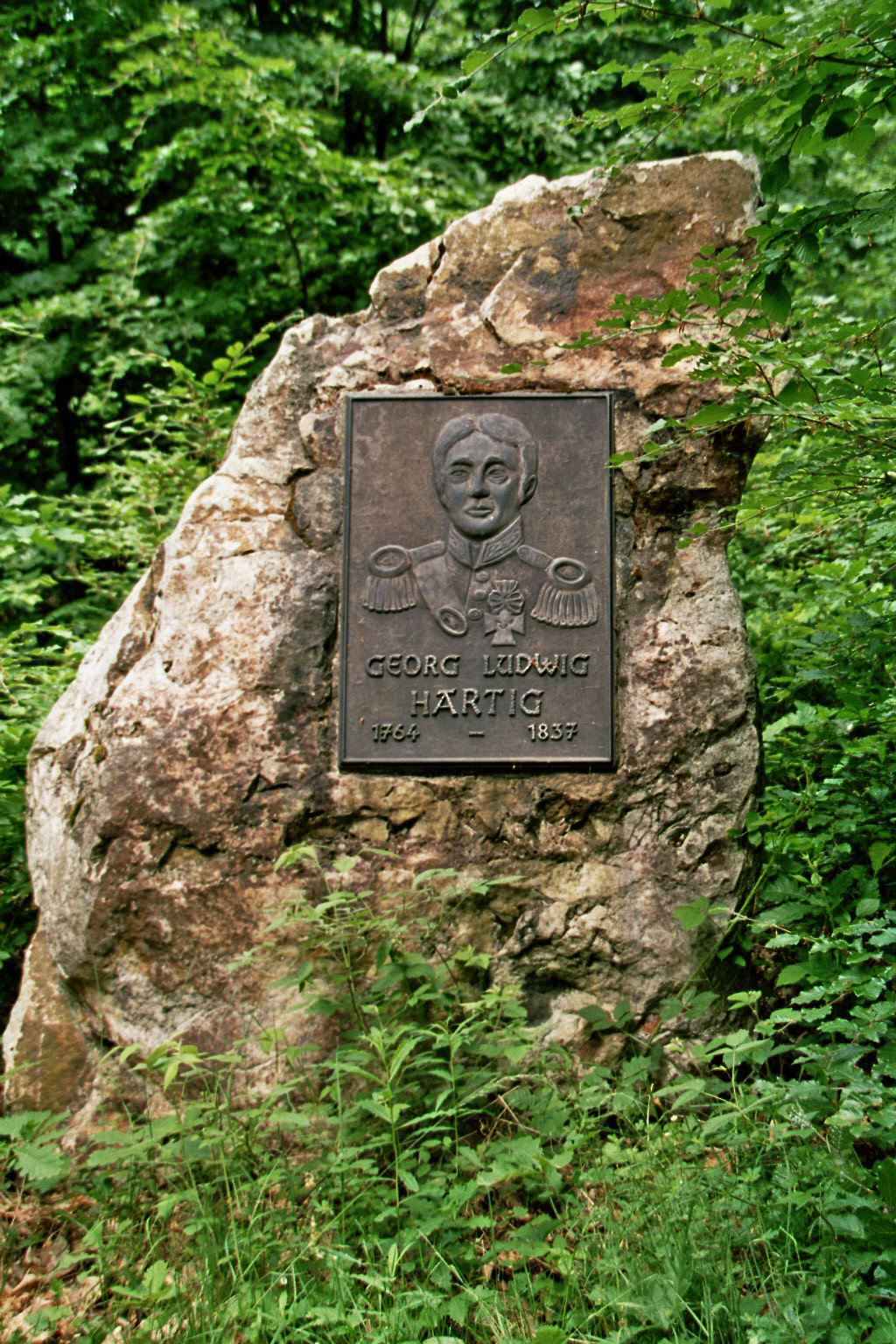
Gedenkstein im Georg-Ludwig-Hartig-Hain im Staatsforst Chausseehaus, Wiesbaden
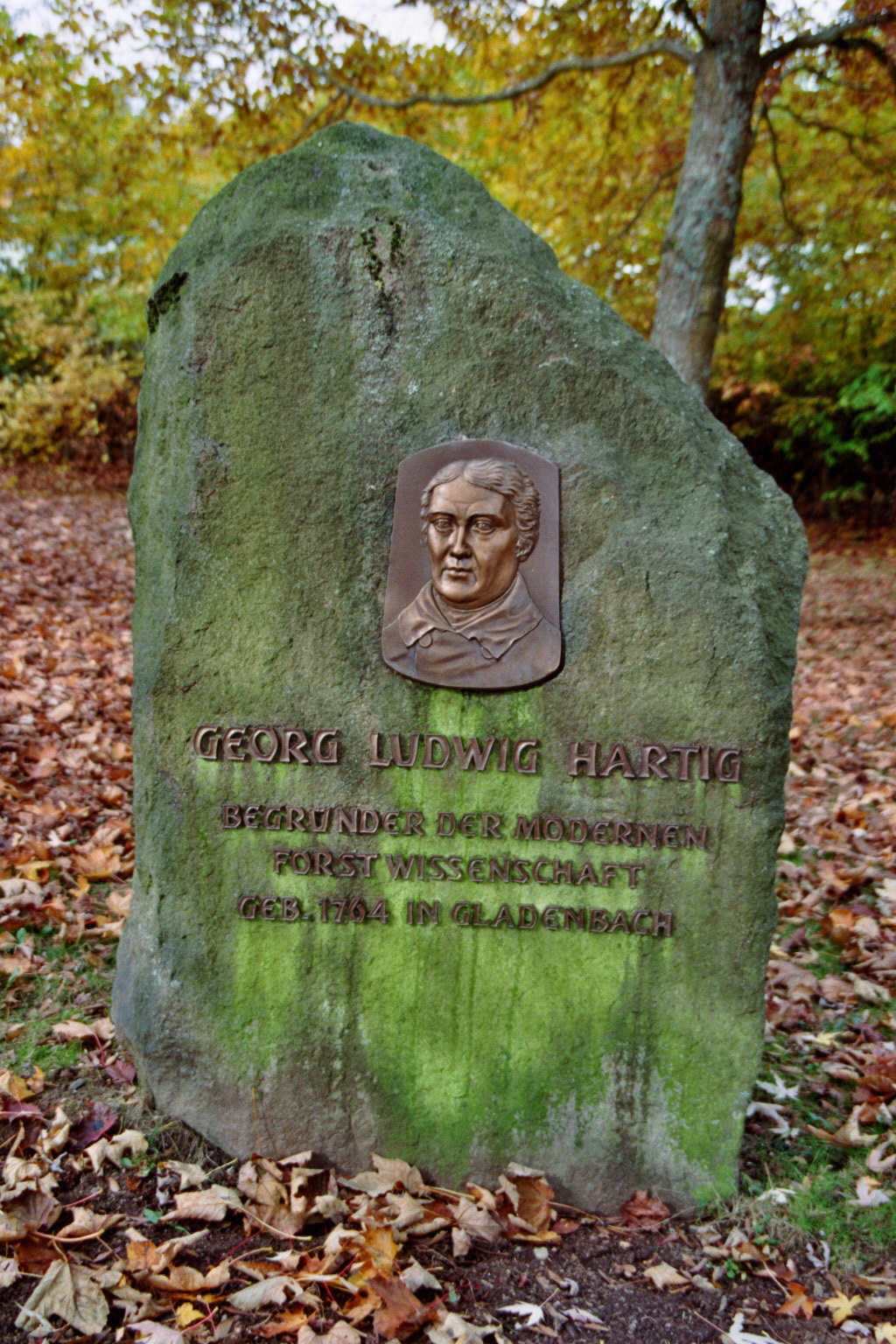
Georg-Ludwig-Hartig-Gedenkstein in Gladenbach
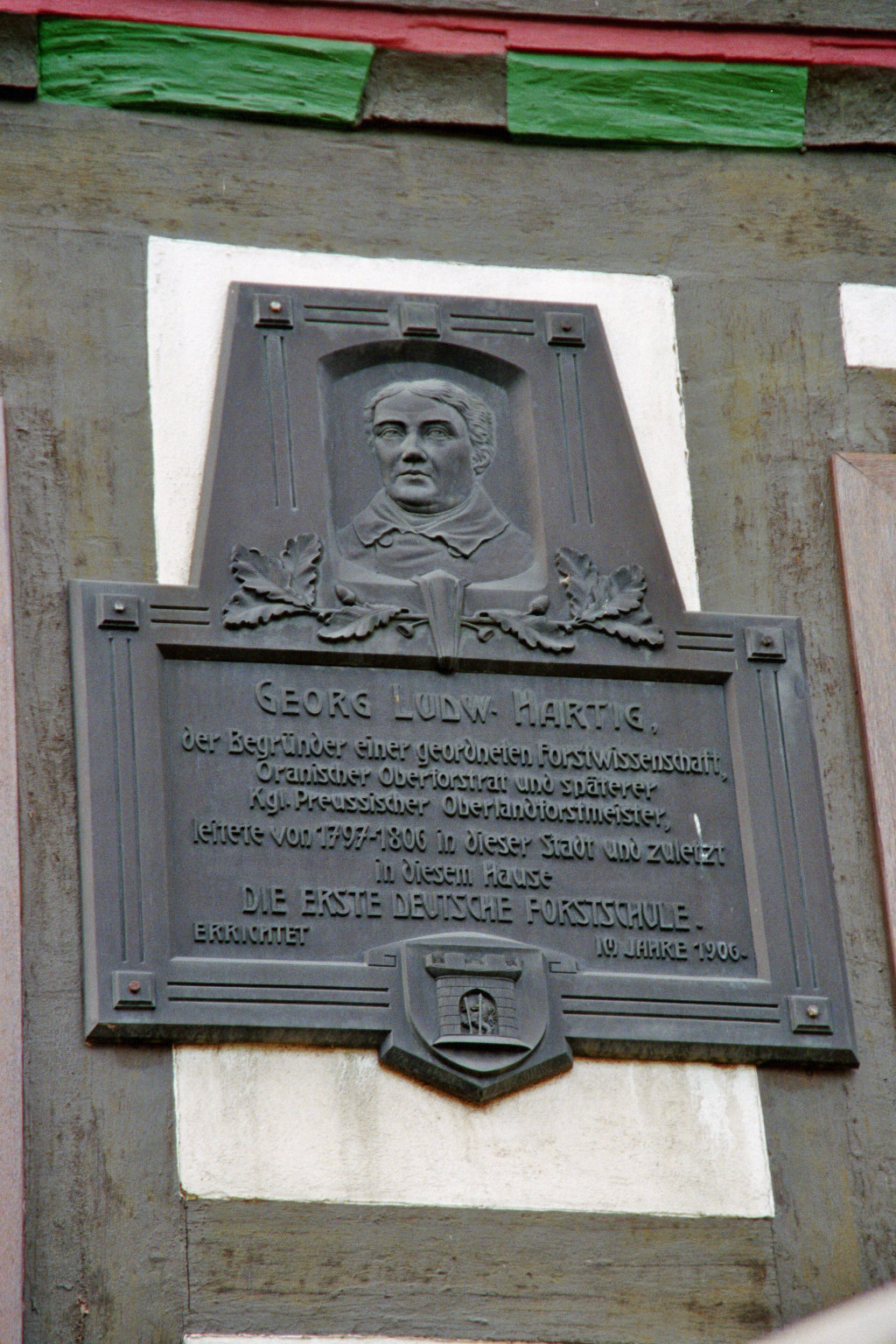
Erinnerungstafel am Hartighaus in Dillenburg
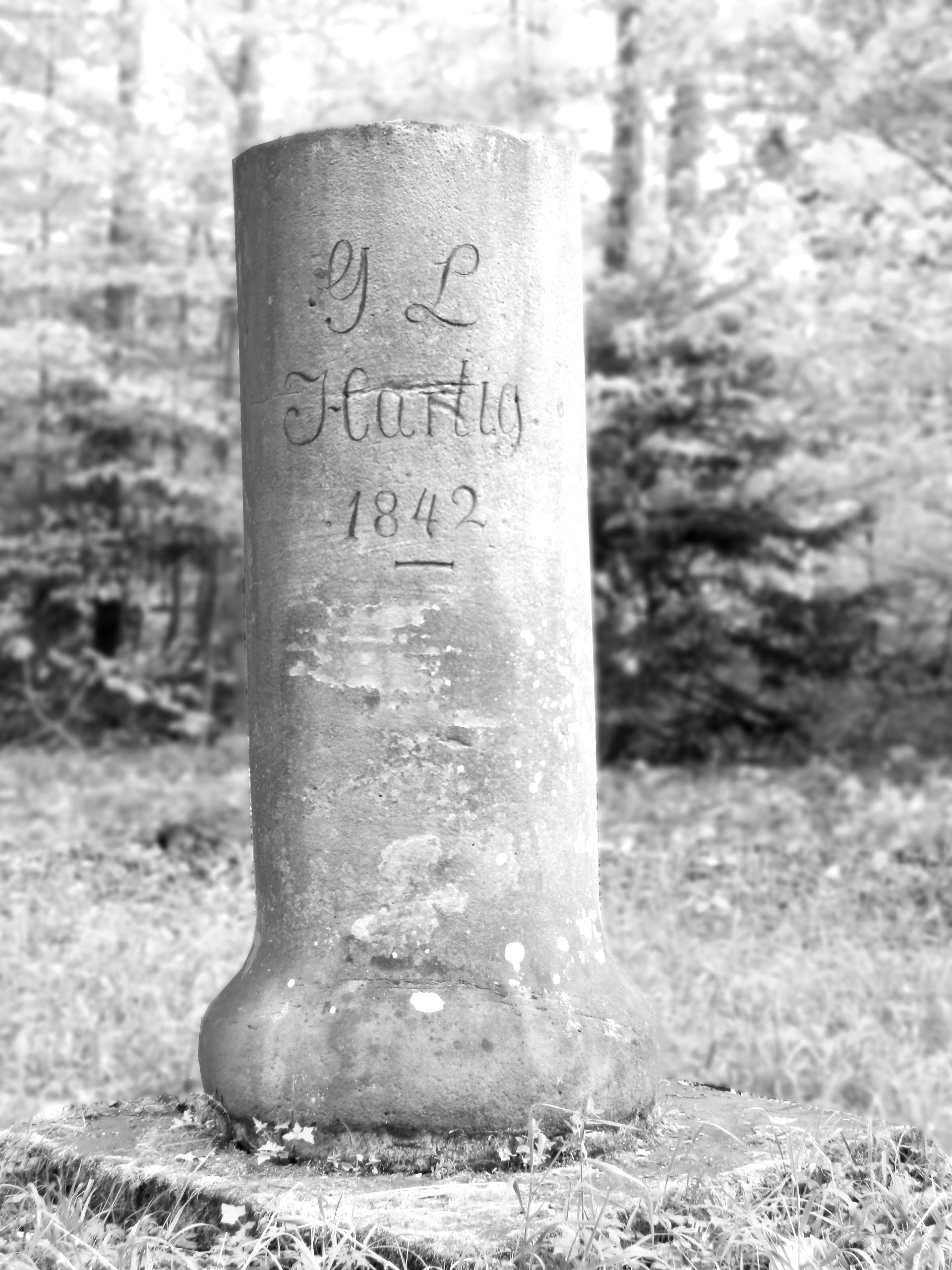
Hartig-Denkmal am Goldboden auf dem Schurwald ⊙
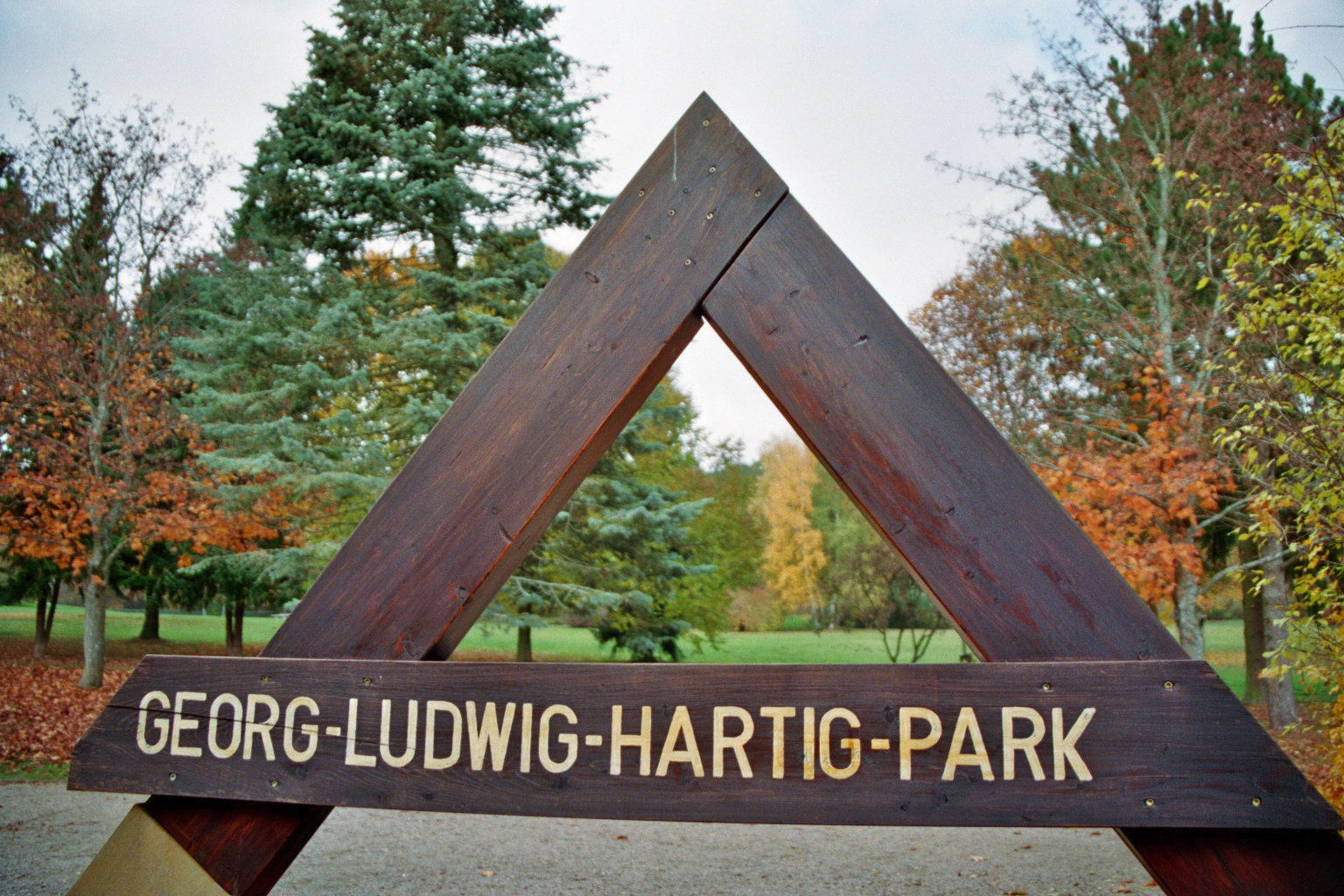
Georg-Ludwig-Hartig-Park in Gladenbach
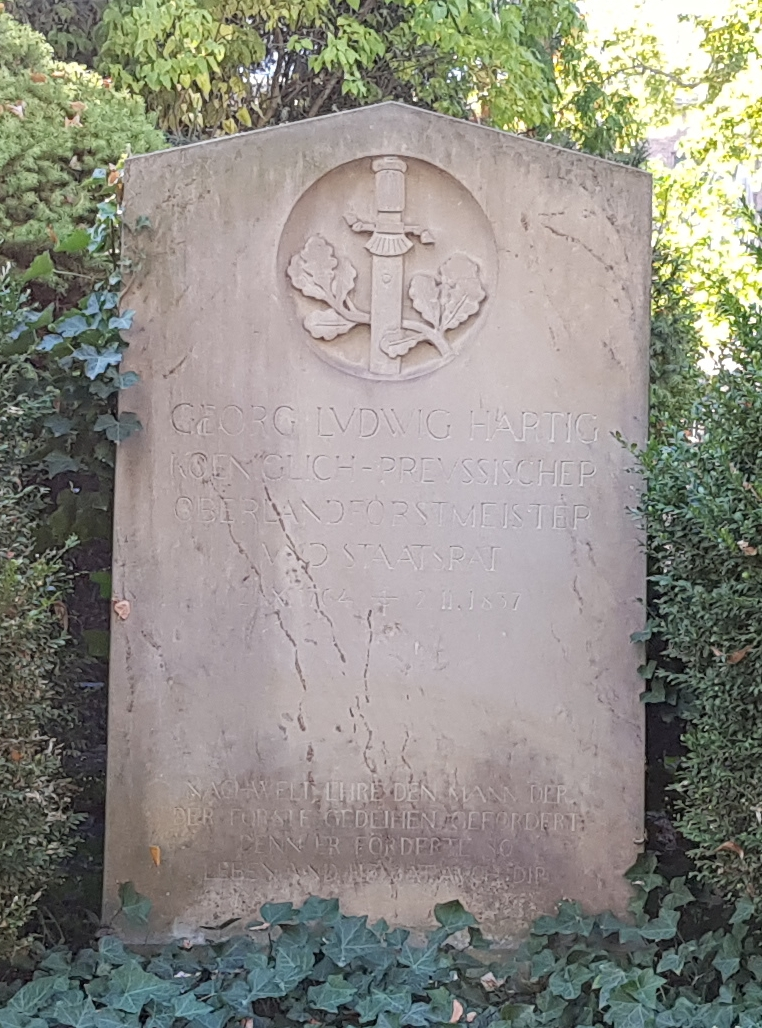
Grab Hartigs auf dem Dorotheenstädtischen Friedhof

## Schriften (Auswahl)

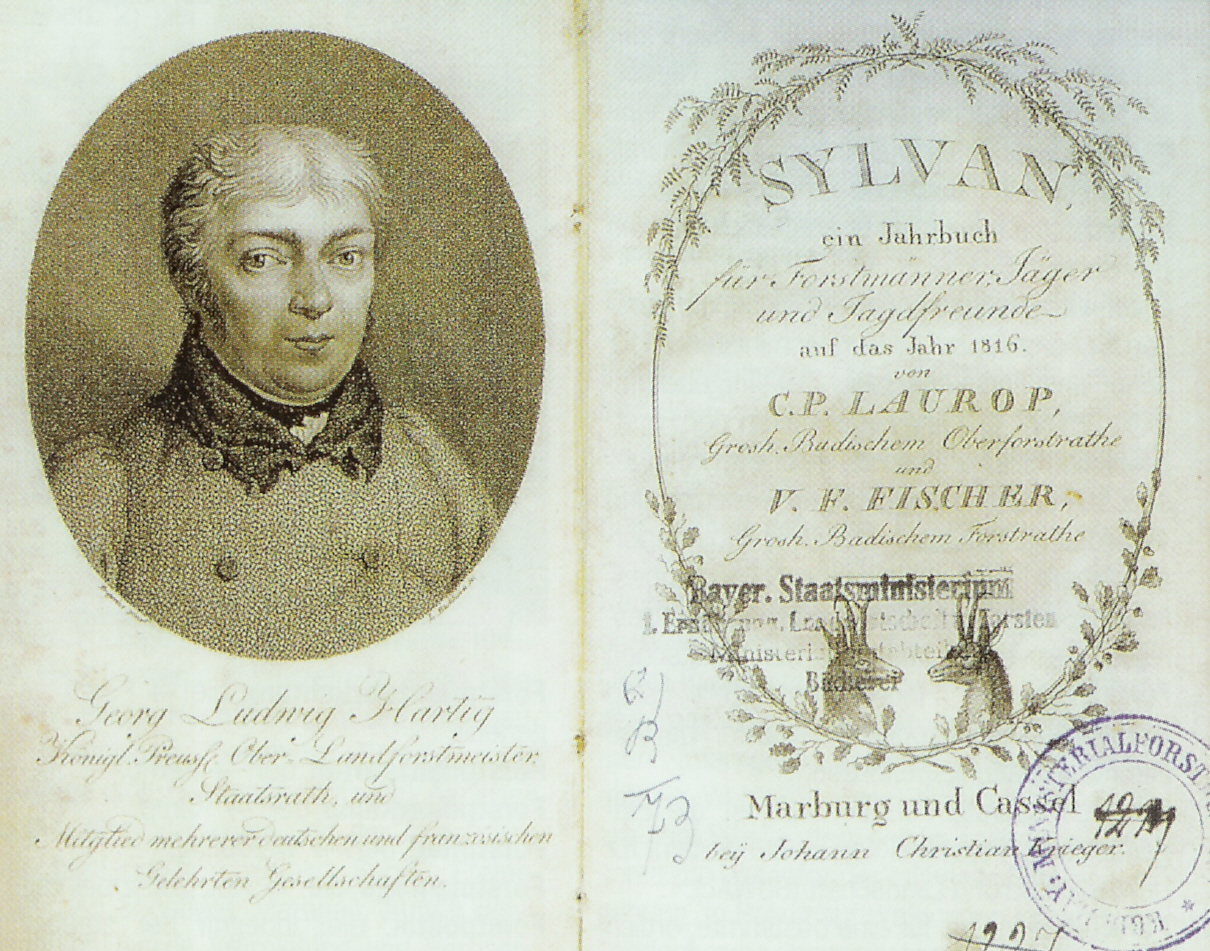
Für die Forstzeitschrift Sylvan auf das Jahr 1816 verfasste Hartig eine autobiographische Skizze.

- Anweisung zur Holzzucht für Förster. Marburg 1791 [R] (Digitalisat der 4. Auflage 1804).
- Physicalische Versuche über das Verhältniß der Brennbarkeit der meisten deutschen Wald-Baum-Hölzer...etc. 1794 (Digitalisat).
- Anweisung  zur Taxation der Forste oder zur Bestimmung des Holzertrags der Wälder...etc. Gießen 1795 [R] (Digitalisat der 2. Auflage 1804–1805: Teil 1, Teil 2).
- Grundsätze der Forst-Direktion. Hadamar: Neue Gelehrten Buchhandlung 1803 [R] (Digitalisat).
- Lehrbuch für Förster und die es werden wollen...etc. Stuttgart 1808 (Digitalisat: 1. Band; 2. Band).
- Lehrbuch für Jäger und die es werden wollen...etc. (2 Teile), Stuttgart 1810/1812 [R] (Digitalisat: 1. Band, 2. Band).
- Kubiktabellen für geschnittene, beschlagene und runde Hölzer. 1815 (Digitalisat der 4. Auflage 1837).
- Neue Instructionen für die Königlich-Preußischen Forst-Geometer und Forst-Taxatoren. Berlin 1819 (Digitalisat).
- Anleitung zur Forst- und Weidmanns-Sprache. 2. Auflage, Stuttgart und Tübingen 1821 (Digitalisat).
- Beitrag zur Lehre von der Ablösung der Holz-, Streu- und Weideservituten. Berlin 1829 (Digitalisat, alternatives Digitalisat).
- Abhandlungen über interessante Gegenstände beim Forst- und Jagdwesen (Hrsg.), Berlin 1830 (Digitalisat).
- Die Forstwissenschaft in ihrem ganzen Umfange in gedrängter Kürze. Ein Handbuch für Forstleute, Kameralisten und Waldbesitzer. Berlin 1831 (Digitalisat).
- Forstliches und forstnaturwissenschaftliches Conversations-Lexikon. Berlin 1834 (Digitalisat).
- Lexikon für Jäger und Jagdfreunde oder waidmännisches Conversations-Lexikon. Berlin 1836; Neudruck Osnabrück 1979 (Digitalisat).

[R]: Buch von der Georg-Ludwig-Hartig-Stiftung als Reprint herausgebracht und bei ihr erhältlich.